# Val de Lambronne
Val de Lambronne is een gemeente in het Franse departement Aude in de regio Occitanie, die deel uitmaakt van het arrondissement Limoux. De gemeente is op 1 januari 2016 ontstaan door de fusie van de gemeenten Caudeval en Gueytes-et-Labastide.

## Geografie

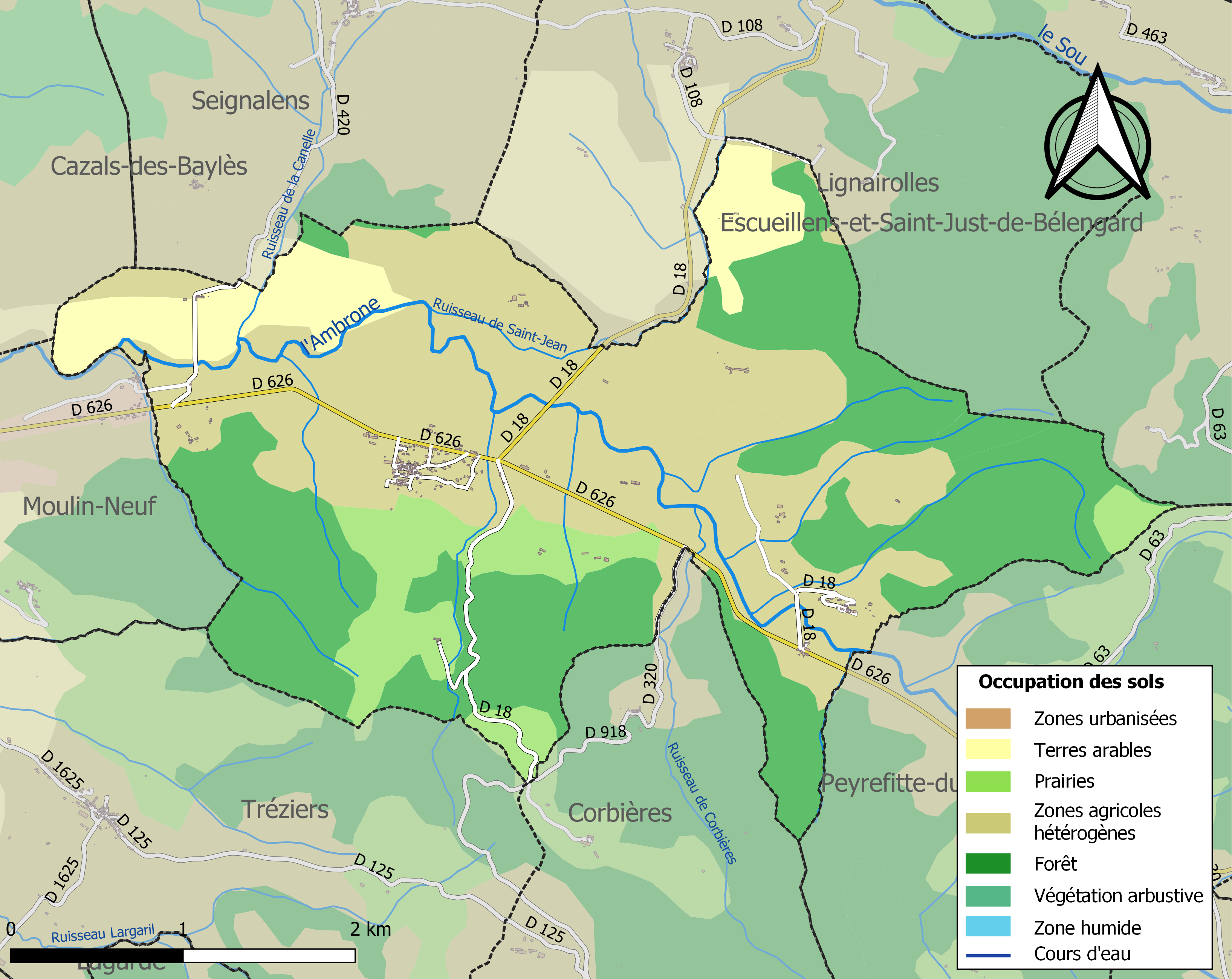
Kaart van de gemeente met de belangrijkste infrastructuur, bodemgebruik en omliggende gemeenten

1. ↑  Populations de référence 2022.